# Shternberg (cràter)
Shternberg (també denominat a vegades com a Sternberg) és un cràter d'impacte erosionat, localitzat en la cara oculta de la Lluna. Es troba just a l'oest-nord-oest del cràter Ohm, i està completament cobert per material d'albedo superior procedent del sistema de marques radials que envolta al citat Ohm. A l'oest-sud-oest d'Shternberg es troba Weyl, i a l'oest-nord-oest apareix Comstock. A menys d'un diàmetre cap al nord-est d'Shternberg es troba Comrie.

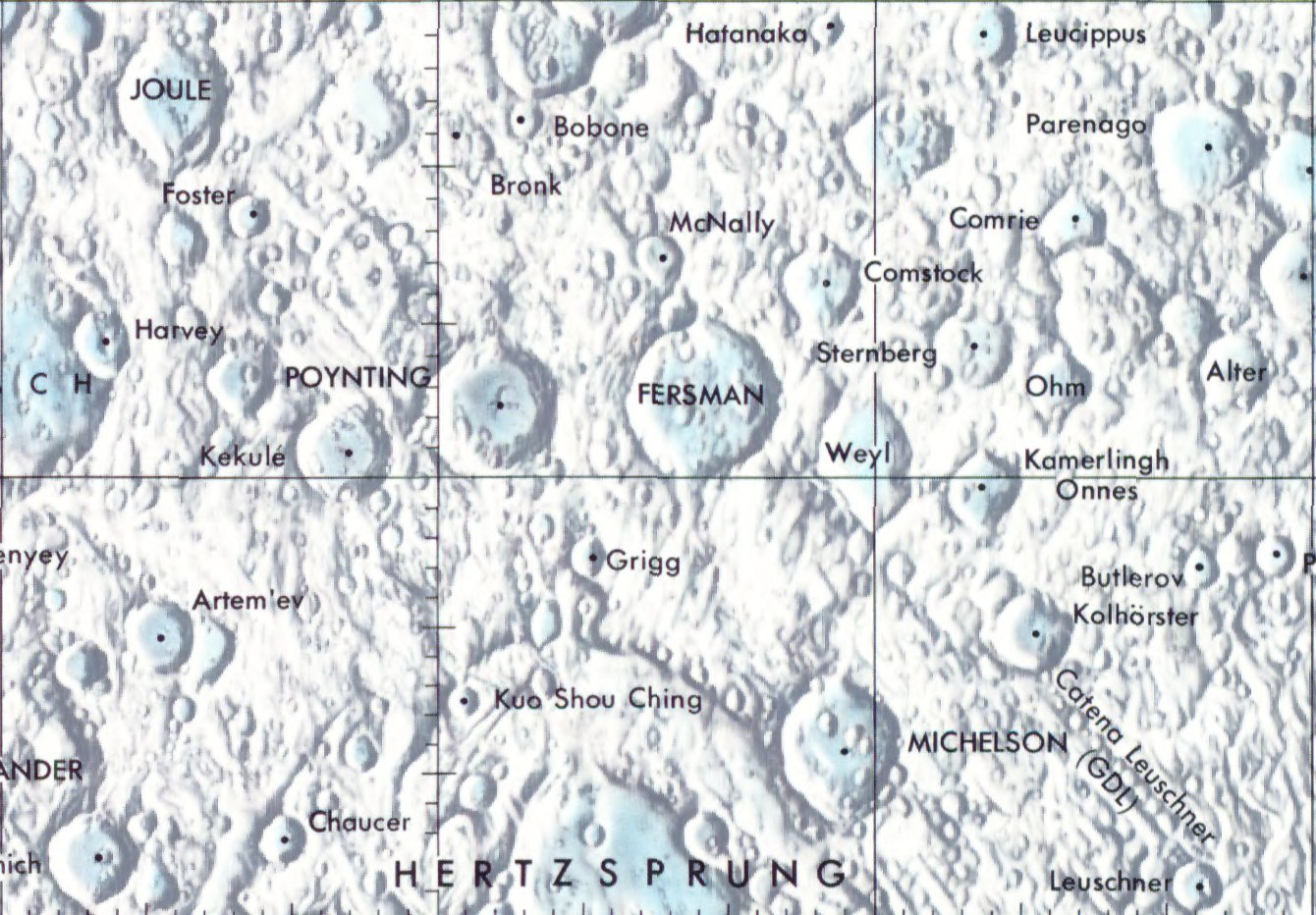
Localització d'Shternberg (quadrant superior dret de la imatge)

Aquest cràter ha estat molt desgastat i erosionat per impactes posteriors. Un petit cràter es troba sobre el bord nord i un arc curt de cràters més petits discorre al sud d'aquest impacte, travessant el sòl interior d'Shternberg. La vora també ha estat danyada en el costat oriental i al sud-oest. El sòl interior està marcat per una sèrie de petits cràters.
En algunes fonts antigues aquest cràter apareix citat com Sternberg.

## Cràters satèl·lit

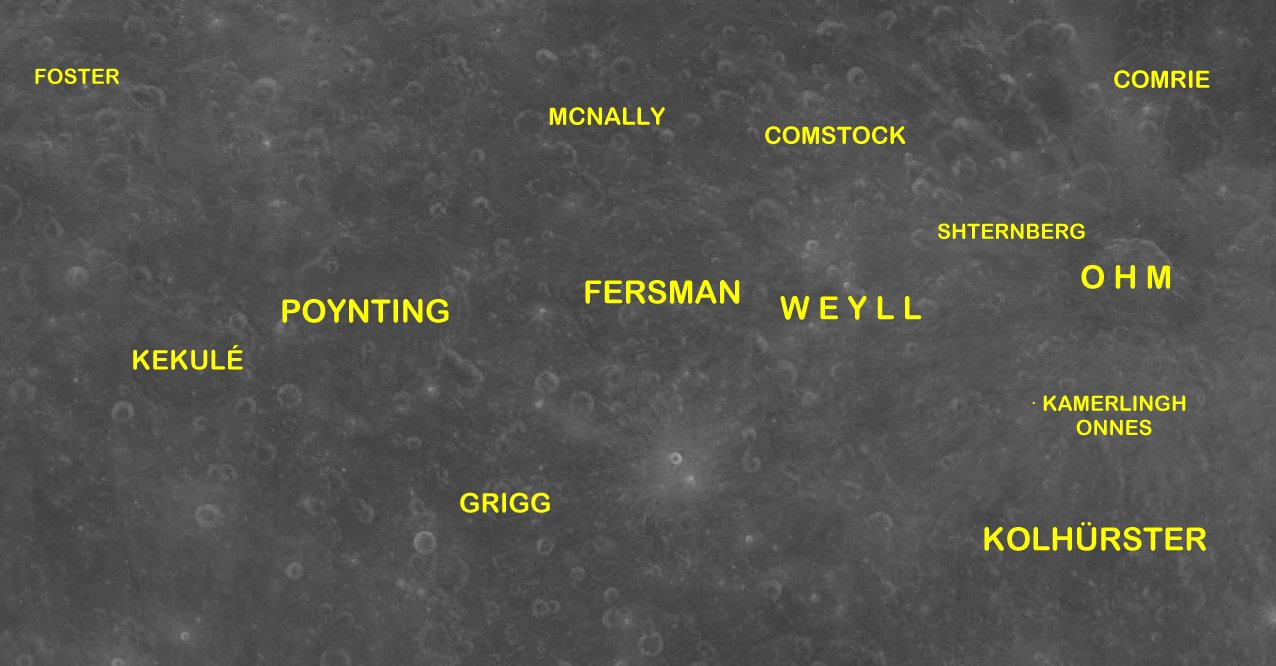
Shternberg, localitzat a l'interior del sistema de marques radials d'Ohm

Per convenció aquests elements són identificats en els mapes lunars posant la lletra en el costat del punt mitjà del cràter que està més proper a Shternberg.
|            | \| Shternberg \| Coordenades \| Diàmetre \| \| ---------- \| -------------------------------------- \| -------- \| \| C \| 20° 54′ N, 114° 18′ O / 20.9°N,114.3°O \| 29 km \| |          |
| Shternberg | Coordenades | Diàmetre |
| C          | 20° 54′ N, 114° 18′ O / 20.9°N,114.3°O | 29 km    |